# Gungthang Rinpoche
Gungthang Rinpoche (tibetisch གུང་ཐང་རིན་པོ་ཆེ། Wylie Gung thang rin po che) bzw. Gongtang Tshang Rinpoche usw. von Labrang Tashikyil ist der Titel einer bedeutenden Trülku (chin. huofo „Lebender Buddha“)-Inkarnationslinie der Gelug-Schule des tibetischen Buddhismus. Ihr traditioneller Stammsitz ist das 1710 gegründete Kloster Labrang in Amdo in der chinesischen Provinz Gansu, das neben dem Kloster Kumbum das zweite bedeutende Kloster Amdos ist.

## Liste der Gungthang Rinpoches
| Titel                 | Name                         | Lebensdaten | Umschrift nach Wylie / chin.                                | Weblinks/Sonstiges          |
| --------------------- | ---------------------------- | ----------- | ----------------------------------------------------------- | --------------------------- |
| 1. Gungthang Rinpoche | Gendün Phüntshog             | 1648–1724   | dge ’dun phun tshogs / 根敦彭措                             | web, web, 50. Ganden Thripa |
| 2. Gungthang Rinpoche | Ngawang Tenpe Gyeltshen      | 1727–1759   | ngag dbang bstan pa’i rgyal mtshan / 阿旺丹贝坚赞           | web                         |
| 3. Gungthang Rinpoche | Könchog Tenpe Drönme         | 1762–1823   | dkon mchog bstan pa’i sgron me / 贡却•丹贝仲美              | web                         |
| 4. Gungthang Rinpoche | Könchog Tenpe Gyatsho        | 1824–1859   | dkon mchog bstan pa’i rgya mtsho / 贡却•丹贝嘉措            | web                         |
| 5. Gungthang Rinpoche | Jamyang Tenpe Nyinma         | 1860–1925   | jam dbyangs bstan pa’i nyi ma / 嘉样•丹贝尼玛               | web                         |
| 6. Gungthang Rinpoche | Jigme Tenpe Wangchug         | 1926–2000   | jigs med bstan pa’i dbang phyug / 久美·丹贝旺旭             | web                         |
| 7. Gungthang Rinpoche | Lobsang Geleg Tenpe Khenchen | 2002-       | blo bzang dge legs bstan pa’i mkhan chen / 洛桑格勒丹贝堪钦 |                             |